# Yammer
Yammer (\ˈya-mər\) је друштвена мрежа покренута 2008. и продата Мајкрософту 2012.
Yammer се користи за приватне комуникације унутар организације и представља пример предузећа друштвеног софтвера. Првобитно је развијен као интерни комуникациони систем за сајт генеалогије "Гени“. Приступ Yammer мрежи одређује корисников Интернет домен, тако да само особе са одговарајућом е-поштом адресом може да се придружи њиховој мрежи.

## Историја
Дана 8. септембра Јамер је покренут у TechCrunch50. Суоснивач Дејвид Сакс, бивши руководилац PayPal-а, развио је основни концепт Јамера након што је напустио PayPal у 2002. Поред своје комуникационе функције, такође Јамер даје независним програмерима могућност да креирају и продају своје апликације за сарадњу директно корисницима платформе.
Иако је сама по себи идеја друштвене мреже за пословне системе веома интересантна, највећи допринос Јамера, вероватно је у томе што је свет за корак ближи телекомуникационој утопији којој се тежи.
У септембру 2010, сервис користи више од три милиона корисника и 80.000 компанија широм света, укључујући и 80 одсто чланова Fortune 500. Током овог периода, је покренут Јамер 2.0. Ова верзију је описана као „Фејсбук за бизнис."
Од 12. јуна 2012, Јамер је примила око 142 милиона америчких долара у финансирању од предузетничких капитала разних фирми. Појава капиталних партнера Рона Конвеја је повећала укупан број претплатника на близу 8 милиона.
Дана 25. јуна 2012, Мајкрософт је купио Јамер за 1,2 милијарде долара у готовом. Након обављене трансакције, Мајкрософт је објавио да ће Џамеров тим бити укључен у одељење Мајкрософт офиса.

## Такмичење
- Binfire
- Bitrix24
- Central Desktop
- eXo Platform
- Huddle.net
- Hyperoffice
- Lua
- Mavenlink
- Pivotal Labs
- Smartsheet
- Zoho
- Linkedin